# Bulweria bifax
Bulweria bifax (лат.) — вымерший вид морских птиц из семейства буревестниковых.

## Распространение
Являлся эндемиком острова Святой Елены.

## Описание
По размеру птицы были похожи на представителей вида Bulweria fallax, длина тела которых составляла 31 см.

## Вымирание
Уменьшение численности буревестников острова Святой Елены отражается в уменьшении присутствия субфоссильного материала в более молодых слоях отложений. Это привело С. Л. Олсона к предположению, что буревестник, вероятно, вымер только в голоцене, когда примерно в 1502 году началась колонизация острова.